# Leecher
En leecher är en term inom området fildelning och syftar till en användare som laddar ner filer men inte laddar upp. En seeder däremot, är en benämning på användare som både laddar ned och laddar upp. 
Termen leecher härstammar från det engelska ordet för blodigel − leech.
Webbplatsen The Pirate Bay introducerade i mitten av 2005 ordet reciprokör, som den svenska översättningen av leecher (jämför reciprok), samt − för seeder − distributör.[källa behövs]